# 中村隆之 (作曲家)
中村 隆之（なかむら たかゆき、1967年7月19日 -）は、日本のゲームミュージック作曲家・キーボーディスト。

## 概要
『バーチャファイター』、『トバル2』、『エアガイツ』、『ルミネス』シリーズ、『ロデア・ザ・スカイソルジャー』などの音楽に携わった。株式会社ブレインストームの代表取締役を務める。
他には、"LUMINES remixes winter" ・ "L.II remixes"などのゲームミュージックのアルバムを発表している。

## 作品
- en:ESWAT: City Under Siege (1990) – You Takadaとともに
- 『マイケル・ジャクソンズ・ムーンウォーカー』（メガドライブ版）(1990) – 久保田浩とともに
- en:Columns II (1990) – You Takadaとともに
- Dick Tracy (1990)
- en:F1 Exhaust Note (1991)
- en:The GG Shinobi (1991) - サウンドプログラマ
- 『ベア・ナックル』 (1991) - サウンドプログラマ
- Astérix (1991)
- Wally wo Sagase! (1992)
- Stadium Cross (1992)
- 『アウトランナーズ』 (1992) – 光吉猛修とともに
- 『バーチャファイター』 (1993)
- 『バーチャファイター2』 (1994) –光吉猛修と橋本明子とともに
- 『デイトナUSA』 (Saturn version) (1995) - サウンドディレクター
- 『バーチャファイターキッズ』 (1996)
- 『バーチャファイター3』 (1996)
- 『トバル2』 (1997)
- 『エアガイツ』 (1998)
- Fighting Fury (2000)
- en:Kengo: Master of Bushido (2000)
- en:Guilty Gear Petit (2001)
- 『スターオーシャン ブルースフィア』 (2001) - サウンドプログラマー
- Guilty Gear Petit 2 (2001)
- 『斬 歌舞伎』 (2001)
- The King of Fighters EX: Neo Blood (2002) - 磯田重晴とともに
- WWE Raw (2002)
- Kengo: Legacy of the Blade (2002)
- Xenosaga Episode I: Der Wille zur Macht (2002) - サウンドエフェクト
- en:Pride FC: Fighting Championships (2003)
- en:Tube Slider (2003) - sound director
- en:Naruto: Ninja Council (2003)
- en:WWE Raw 2 (2003)
- Crouching Tiger, Hidden Dragon (2003)
- 『カスタムロボ バトルレボリューション』(2004)
- Kengo 3 (2004)
- 『ワールドサッカーウイニングイレブン8』 (2004) - コメンタリーデザイナー
- 『ルミネス』 (2004) – 横田克己（英語版）とともに
- 『メテオス』 (2005)
- 『ワールドサッカーウイニングイレブン9』 (2005)
- 『NINETY-NINE NIGHTS』 (2006) – Pinar Toprakとともに
- 『ワールドサッカーウイニングイレブン10』 (2006)
- 『アルテイル』 (2006)
- 『Every Extend Extra』 (2006) - スペシャルサンクス
- 『LUMINES_LIVE!』 (2006) – 杉山圭一とH. Uedaとともに
- en:Custom Robo Arena (2006)
- 『Gunpey DS』 (2006)
- en:JoJo's Bizarre Adventure: Phantom Blood (2006)
- en:Lumines II (2006)
- en:Lumines Plus (2007)
- 『真・三國無双DS ファイターズバトル』 (2007) - サウンドエディタ
- 『ワールドサッカー ウイニングイレブン 2008』 (2007)
- 『ワールドサッカー ウイニングイレブン 2009』' (2008) - サウンドエディタ
- en:Meteos Wars (2008)
- 『ルミネス_スーパーノヴァ』 (2008) – 杉山圭一とともに
- 『Peggle』 (2009)
- en:Disney Stitch Jam (2009)
- Motto! Stitch! DS Rhythm de Rakugaki Daisakusen (2010)
- Dream Trigger 3D (2011)
- 『ロデア・ザ・スカイソルジャー』 (2015)
- Birthdays The Beginning (2017)

## 出演
- ラジバタ2→ラジバタ2VR（FM西東京）